# Wisconsin
Il Wisconsin è uno Stato federato degli Stati Uniti d'America, il 23º per superficie e il 20º per popolazione (5 893 618, abitanti secondo una stima del 2023), sigla WI.
Si trova nella regione dei Grandi Laghi, con i quali confina a nord (Lago Superiore) e a est (lago Michigan). Le bellezze naturali hanno reso il Wisconsin uno dei luoghi di vacanza preferiti degli statunitensi. Fu esplorato per la prima volta dal francese Jean Nicolet nel 1634, e i francesi controllarono il territorio fino al 1763. Divenne ufficialmente il trentesimo stato degli Stati Uniti d'America nel 1848.
L'economia dello stato, conosciuto come "stato contadino", è trainata dall'agricoltura e dall'industria manifatturiera. Anche il turismo svolge un ruolo importante. Le maggiori attrazioni sono l'House on the Rock a Spring Green, il Museo mondiale del Circo e importanti festival, soprattutto nei mesi estivi. L'industria tradizionale, soprattutto nel centro principale di Milwaukee, è quella di produzione della birra.

## Geografia fisica
Lo stato è delimitato a nord dal corso del fiume Montreal, dal Lago Superiore e dalla regione della Penisola superiore del Michigan, a est dal lago Michigan, a sud dall'Illinois e a ovest dagli stati dell'Iowa e del Minnesota.
Posto fra i Grandi Laghi e il Mississippi, il Wisconsin offre un'ampia varietà di caratteri geografici. Lo si può dividere in cinque distinte regioni. A nord c'è la piana del Lago Superiore che occupa la fascia costiera di questo lago. Immediatamente a sud ci sono gli altopiani del nord (Northern Highland) con vaste foreste di conifere e la grande foresta nazionale di Chequamegon-Nicolet; vi si trovano migliaia di laghi di origine glaciale e il punto più alto dello stato, Timms Hill (595 m). Al centro dello stato c'è la Pianura Centrale (Central Plain) caratterizzata da alcune formazioni rocciose uniche, in particolare lungo il corso del fiume Wisconsin, e dalla presenza di ricche fattorie. Nel sud-est una regione pianeggiante a vocazione agricola (Eastern Ridges and Lowlands), attraversata da rilievi che raggiungono altezze modeste, ospita le città più popolose dello stato. La regione a sud-ovest (Western Upland) ha un paesaggio molto più movimentato e un'alternanza di terreni agricoli e foreste.
Il paesaggio vario e le ricchezze naturali (sono diverse le aree protette di interesse nazionale) hanno fatto del Wisconsin una delle mete più popolari del turismo statunitense, anche d'inverno con lo sci, la pesca sul ghiaccio e altri sport invernali. Nel Wisconsin ci sono laghi di varia grandezza; complessivamente conta 28977 km² di acque interne. La penisola che si estende lungo la costa orientale sul lago Michigan, denominata Door Peninsula, con i caratteristici villaggi di pescatori della Contea di Door, è forse il luogo preferito in assoluto dai turisti.

### Clima
Il Wisconsin ha un clima di tipo temperato freddo, continentale, ideale per la coltivazione del grano e contraddistinto da estati piuttosto calde ma piovose, al punto che il periodo giugno-settembre raccoglie i due terzi delle precipitazioni annuali.
Gli inverni sono relativamente asciutti, ma molto freddi (a Milwaukee la temperatura media giornaliera di gennaio è di −6,2 °C, all'estremo nord-occidentale si registrano le medie fino a −12 °C), mentre le precipitazioni invernali sono in prevalenza di tipo nevoso. Di solito la permanenza della neve è piuttosto lunga, anche se improvvise onde di calore dovute a masse di aria calda e umida in risalita dal Golfo del Messico possono indurre fenomeni di disgelo precoce nel pieno inverno. Normalmente la neve rimane al suolo dall'inizio di dicembre fino a metà marzo nelle regioni meridionali e centrali, fino alla fine di marzo a nord e nord-est.
La primavera è breve, caratterizzata, come in tutti gli stati del Midwest, da accesi contrasti termici tra periodi molto freddi, quando masse d'aria gelida scendono dall'Artico canadese, e periodi più caldi, favoriti sia dalla risalita di masse d'aria calda provenienti dalle regioni subtropicali degli Stati Uniti meridionali, sia dal forte riscaldamento diurno tipico delle pianure che occupano gran parte del territorio. Nella tarda primavera, specie nelle zone sud-occidentali e meridionali, non sono rari i tornado.
Gli autunni, anch'essi brevi, alternano periodi piovosi (soprattutto tra l'inizio di settembre e l'inizio di ottobre) e fasi di clima stabile e soleggiato, con temperature miti, alle prime avvezioni di aria artica e alle prime nevicate, spesso accompagnate da gelate che già da metà novembre possono risultare intense.
I record storici di temperatura nel Wisconsin sono: 45 °C registrati sulle rive del fiume Wisconsin nella zona dei cosiddetti Wisconsin Dells il 13 luglio 1936 e -48 °C a Couderay, nel nord-ovest dello stato, il 2 e il 4 febbraio 1996.

## Origini del nome
La parola Wisconsin deriva dal nome dato all'omonimo fiume da uno dei gruppi algonchini di nativi americani che vivevano nella regione al momento della colonizzazione europea delle Americhe. Nel 1673 l'esploratore francese Jacques Marquette fu il primo europeo a raggiungere il fiume Wisconsin. Nel suo diario il corso d'acqua viene definito Meskousing. I successivi scrittori francesi modificarono l'ortografia in Ouisconsin, e nel corso del tempo questo divenne il nome sia del fiume Wisconsin sia delle terre circostanti. Quando gli inglesi cominciarono ad arrivare in gran numero, anglicizzarono l'ortografia da Ouisconsin a Wisconsin. La legislatura del Wisconsin Territory stabilì l'ortografia ufficiale attuale nel 1845.

## Storia
Parte della Louisiana francese, ne seguì le sorti, finché nel 1783 passò agli Stati Uniti, anche se l'effettiva cessione di tutti i suoi posti fortificati da parte degli inglesi avvenne solo nel 1816. Appartenne dapprima al Territorio del Nord Ovest (1787-1800) e in seguito a quelli dell'Indiana (1800-1805), del Michigan (1805-1809), dell'Illinois (1809-1818), di nuovo del Michigan (1818-1836) e solo dal 1836 divenne territorio autonomo con l'Iowa, il Minnesota e parte del Dakota. Dal 1838 la parte a ovest del Mississippi fu ceduta al nuovo territorio dell'Iowa. Entrò nell'Unione come 30º stato il 29 maggio 1848.

## Principali città
1. Milwaukee, 594 833 abitanti nel 2010[6];
2. Madison, 223 389 ab.; capitale statale.
3. Green Bay, 100 353 abitanti.
4. Kenosha, 96 240 abitanti.
5. Racine, 79 592 abitanti.
6. Appleton, 71 895 abitanti.
7. Waukesha, 66 816 abitanti.
8. Oshkosh, 65 095 abitanti.
9. Eau Claire, 63 897 abitanti.
10. Janesville, 61 310 abitanti.

## Cultura
Una destinazione popolare per la musica dal vivo è il Bandshell Sarge Boyd a Owen Park, dove la Banda municipale d'Eau Claire presenta intrattenimento orientato alla famiglia per tutta l'estate.

## Economia
Il Wisconsin ha un'economia diversificata con settori chiave come l'agricoltura, la manifattura e i servizi. L'agricoltura è una delle principali fonti di reddito, con il Wisconsin noto per la produzione di latticini, carne, mais e soia. La manifattura, soprattutto nel settore alimentare e nella produzione di macchinari, rappresenta una parte significativa del PIL statale. Inoltre, il settore dei servizi, in particolare quello sanitario e finanziario, sta crescendo rapidamente. Nel complesso, l'economia del Wisconsin è incentrata su un mix di attività primarie, secondarie e terziarie che contribuiscono alla sua stabilità economica.

## Sport
Le franchigie del Wisconsin che partecipano al Big Four (le quattro grandi leghe sportive professionistiche americane) sono:
- Green Bay Packers, NFL
- Milwaukee Brewers, MLB
- Milwaukee Bucks, NBA